# Banque de l'Union haïtienne
Pour l’article homonyme, voir BUH.
La Banque de l'Union haïtienne, S.A. ou BUH est une banque haïtienne. Fondée en 1973, elle fut la première banque privée haïtienne.

## Historique
La Banque de l’Union Haïtienne S.A. (BUH) est la première banque commerciale privée établie sur la place depuis plus de 40 ans. Elle s’est créée une image de marque reconnue, exerçant un réel pouvoir d’attraction sur ses employés et l’ensemble de ses 2,000 actionnaires. La BUH offre une variété de produits et services de banque et d’assurance à travers son réseau de succursales dans la capitale et dans les provinces.
La BUH représente une des marques de cartes de crédit les plus reconnues sur le marché avec MasterCard, elle jouit d’un partenariat important avec MoneyGram International, Inc. pour les services de transfert d’argent, et continue de s’allier à d’autres entités financières Haïtiennes et internationales respectées afin d’offrir des solutions mieux adaptées aux besoins de ses clients.
La BUH a été recapitalisée en 2013 dans le cadre d’une restructuration endossée par la Banque centrale. Un groupe d’actionnaires Haïtiens et Américains et des hommes d’affaires provenant d’institutions bien connues ont acquis la banque dans le but de la transformer en une banque de niveau intermédiaire forte, lucrative et transparente fonctionnant dans un secteur bancaire à faible pénétration.